# Kenere
Kenere is een bestuurslaag in het regentschap Flores Timur van de provincie Oost-Nusa Tenggara, Indonesië. Kenere telt 474 inwoners (volkstelling 2010).